# Poble wariʼ
Els wariʼ, també coneguts com a Pakaa Nova, són un poble indígena del Brasil, que viuen a set viles de la selva amazònica a l'estat de Rondônia. El seu primer contacte amb els colons europeus va ser als marges del riu Pakaa Nova, un afluent del riu Mamoré. Molts dels wari viuen dins de la terra indígena Sagarana a prop de la ciutat de Rodrigues Alves (que es troba entre la terra indígena del riu Guaporé i el Parc Nacional Pacaás Novos).

## Nom
Els europeus van utilitzar en el seu moment el nom de "Pakaa Nova" per referir-se al Wariʼ, perquè es van trobar amb els indígenes propers al riu Pakaa Nova. Aquest poble prefereix que se l’anomeni "Wariʼ", terme que en la seva llengua significa "nosaltres, gent". També són coneguts com a Jaru, Oro Wari, Pacaas-Novos, Pacahanovo, Pakaanova, Pakaanovas, Uari, i Uomo.

## Llengua
Els Wariʼ parlen el wariʼ, que pertany al grup chapakura, Juntament amb el torá, el moré i l'Oro Win, el Wari és l'última de les llengües chapacura-wañam. Altres grups van ser exterminats per europeus o brasilers.

## Població i ubicacions
Fins al segle xix, els Wariʼ eren presents al sud-est de l’Amazònia, és a dir, la conca del riu Lage (riu afluent de la riba dreta del riu Mamoré), el riu Ouro Preto, els rierols Gruta i Santo André, el riu Negro (tots els afluents dels cursos baix i mitjà de la riba dreta del riu Pakaa Nova), i els rius Ribeirão i Novo (afluents de la riba esquerra del riu Pakaa Nova).
A principis del segle xx, les incursions contínues de neobrasilers a la recerca d'arbres de goma van obligar els Wari a traslladar-se a les capçaleres menys accessibles del riu Mamoré. Van quedar confinats en aquesta zona fins a la pacificació. Avui hi viuen a vuit assentaments situats a l'estat de Rondònia, al Brasil.

## Denominació i ètnia
La tribu es divideix en subgrups, però no hi ha una paraula específica per definir un individu que pertany a un grup diferent. El terme més proper que s'aplica normalment és "tatirim" (desconegut). Una persona del mateix subgrup es denomina "win ma" (company de terra).
Avui, els subgrups wariʼsón:
- OroNao
- OroEo
- OroAt
- OroMon
- OroWaram
- OroWaramXijein

Alguns individus encara s’identifiquen amb dos altres subgrups que ja no existeixen, OroJowin o OroKaoOroWaji. Oro és una partícula col·lectivitzadora que es pot traduir per "persones" o "grup".

## Relacions entre subgrups
Les relacions actuals entre subgrups estan influïdes per les dinàmiques que existien abans de la pacificació. Cada subgrup està íntimament connectat amb un territori; tanmateix, les fronteres entre territoris són fluides.
Una àrea associada a un subgrup es pot incorporar al territori d'un altre subgrup (si està ocupada per un grup que també pertany a un altre subgrup). Això és possible gràcies a la característica seminòmada del poble wari'.
La pertinença a un subgrup determinat no està definida per regles fixes. Els nens es poden considerar membres del subgrup de qualsevol dels pares o del subgrup associat al territori on van néixer. Les identitats culturals o de subgrups formen part del dret de primogènia, però es construeixen socialment durant la vida a través de les relacions amb els parents i els veïns. Els wari' reconeixen que les persones tenen múltiples identitats en funció de les seves relacions i experiències específiques.

## Societat
Tots els subgrups s’organitzen al voltant d'un conjunt de germans, cadascun dels quals sovint està casat amb dones que són germanes. La poligínia, especialment la poligínia sororal (les co-esposes són germanes), és la base de l'estructura familiar wari. Els pobles estan formats per famílies nuclears i una casa independent, anomenada "la casa dels homes". Serveix de dormitori per adolescents solters i de lloc de trobada per homes adults. Una parella sol variar el seu lloc de residència, canviant entre els pares de la dona i els de l’home, tot i que cap norma específica determina quan es fa el canvi.
Els wari són seminòmades i traslladen els seus pobles almenys una vegada cada cinc anys. Es mantenen allunyats de les planes inundables, però es mantenen més a prop de les costes dels petits rius perennes.
Al voltant del poble es desenvolupa un blat de moro d'artigatge que proporciona el cultiu bàsic. Trobar la terra ideal per al cultiu del blat de moro (terra negra o terra preta) té un paper clau a l’hora de determinar on instal·lar un poble. La importància de les terres agrícoles també es reflecteix en la llengua, ja que a una persona del mateix subgrup se l'anomena “company de la terra”.

## Canibalisme
Els Wari practicaven anteriorment l'endocanibalisme, específicament el canibalisme mortuori. Això es va fer com una forma de màxim respecte als que havien mort.
Just després de la mort, els parents més propers abraçarien la persona morta. El cos es deixaria uns tres dies, tot i que no hi havia un període fixat, i depenia en gran manera de la rapidesa amb què els familiars d'altres assentaments podrien arribar al funeral. Durant aquest temps, el cos normalment havia començat a descompondre's per la calor i la humitat de l'Amazones, arribant de vegades a l'etapa on el cos es va tornar inflat i descolorit. Quan havien arribat tots els parents d'una distància raonable, els familiars preparaven el cos amb respecte.
La preparació mortuòria consistia en lamentacions rituals i altres cerimònies, la creació d'un foc, l'eliminació d'òrgans viscerals i, finalment, rostien el cos. van instar els familiar a assistir al menjar. El consum de carn atenuaria el dol de la família, ja que significava que l'ànima del difunt es mantindria en els cossos vius d'un familiar en lloc d'abandonar-la per passejar sol pel bosc. La pràctica es considerava igualment un acte de compassió, amor filial i dolor. S'animava als familiars a menjar el que podien, però això de vegades equivalia a poc més que petites mossegades de la carn en mal estat. Fins i tot aquest consum sovint causava una gran angoixa gàstrica als participants.El cor i el fetge es menjaven, però bona part del cos i el cabell es cremaven.
Actualment els wariʼ no practiquen cap forma de canibalisme. Enterren els seus morts després de dos o tres dies de dol.

## Guerra
Avui els wari' són pacífics, però abans de la pacificació van combatre amb les tribus veïnes. Les seves victòries més notables es van produir sobre els karipúna, una ètnia tupí, i el Uru-Eu-Wau-Wau. Amb el contacte amb el govern brasiler al segle xx, el focus de la seva guerra va canviar i van perdre el contacte amb el vell "wijam" (enemic).
Els wariʼ consideren els enemics com “antics wariʼ” que s’han distanciat fins al punt de trencar els intercanvis culturals. Malgrat això, un guerrer wari no distingia entre un enemic i un animal i, per tant, no sentia cap necessitat de ser misericordiós ni amable amb un enemic més que amb un animal.
Un cop acabats els combats, els guerrers wari portarien a casa els cossos dels enemics caiguts sempre que fos possible. Aquests cossos serien entregats a les dones i als homes més joves que s’havien quedat a casa per tal de reforçar el grup. Els nens tenien prohibit menjar enemics morts.

## Pacificació
La pacificació en aquest context es troba entre els wari i la resta del món connectat. És important tenir en compte que els wari' no van demanar aquesta "pacificació ". Hi ha moltes perspectives sobre si la pacificació dels pobles indígenes és moral o no; per tant, és important definir la distinció entre pacificació (pau) i una missió civilitzadora (assimilació / missioners).
Abans dels intents de pacificació, la interacció amb els wari era extremadament mínima. A partir de la dècada de 1950, els seringueiros van entrar a la terra wari pels arbre de cautxú. Aquests manipuladors de goma van recórrer a l'extermini dels pobles wari i de la seva gent. Com a resultat, el Serviço de Proteção ao Índio (SPI) va començar a intentar contactar amb els wari.
Els brots de malalties i la guerra per terres contra els forasters van provocar que la població wari' es reduís gairebé el 50%. En aquell moment, els wari' acabaven de començar a traslladar-se a causa de l'agricultura extrema dels arbres de catxú.
Com a resultat, els wari' van recórrer al Serviço de Proteção ao Índio i als missioners per ajuda. El Serviço de Proteção ao Índio va crear intencionalment llocs per reunir-se i ajudar els wari'. A causa dels brots de malaltia esmentats i els seringueiros, els wari van acabar establint-se a prop d'aquests llocs.

## Missioners
Cap al 1956 els wari van cridar l'atenció dels missioners protestants (i més tard dels missioners catòlics). Els wari' estaven interessats en els missioners a causa de generositat i la seva capacitat per curar malalties.
Els missioners van desafiar les creences wari' proposant noves perspectives. Els wari originalment creien que tots els wari eren germans i que els enemics eren com els animals. Els missioners van canviar la perspectiva de molts wari per veure a tots els humans com a germans i els animals com a objectes. Aquest canvi de perspectiva va establir la idea que la lluita entre germans (altres humans) era dolenta. Per transmetre aquesta visió, els missioners sovint vivien al costat dels wari i intentaven aprendre la llengua wari. Parts de la Bíblia es van traduir a la llengua wari del 1975 al 1984.
Això no va ser sense crueltat. Els wari es van veure obligats a treballar a temps complet en grans plantacions i en altres empreses per rebre ajuda i ensenyaments. Es van veure obligats a obeir les ordres, van ser enviats a un aïllament forçat i van ser castigats amb raigs d’aigua freda quan mostraven valors o creences tradicionals. Malgrat això, els wari convertits va decidir que valia la pena la nova ideologia i els beneficis materials. La desconversió també era freqüent amb els wari convertit, però la desconversió no durava gaire.
A la dècada de 2000, una gran majoria dels wari havia tornat a les seves tradicions originals; només el 30% es mantenen cristians el 2019.